# Ostseepokal (Handball) 1987
Der Ostseepokal 1987 war die 15. Austragung des internationalen Handballturniers für Nationalmannschaften.
Die Sowjetunion gewann zum sechsten Mal den Titel. Den zweiten Platz belegte die DDR vor der Bundesrepublik Deutschland.

## Modus und Spielplan
In dieser Austragung spielten sechs Mannschaften im Modus „Jeder gegen Jeden“.
Das Turnier begann am 21. Januar. An den ersten vier Turniertagen wurden jeweils zwei Spiele in Rostock und eines in Wismar ausgetragen. Der 5. Spieltag am 25. Januar wurde komplett in Rostock gespielt.

### Wertungskriterien
1. höhere Anzahl Punkte;
2. bessere Tordifferenz;
3. höhere Anzahl erzielter Tore;
4. das Los.

### Abschlusstabelle
| Pl. | Land           | Sp. | S | U | N | Tore      | Diff. | Punkte |
| --- | -------------- | --- | - | - | - | --------- | ----- | ------ |
| 1.  | Sowjetunion    | 5   | 3 | 1 | 1 | 0122:1080 | +14   | 07:30  |
| 2.  | DDR            | 5   | 2 | 2 | 1 | 0107:1050 | +2    | 06:40  |
| 3.  | BR Deutschland | 5   | 2 | 1 | 2 | 0104:1020 | +2    | 05:50  |
| 4.  | Schweden       | 5   | 1 | 2 | 2 | 0119:1190 | ±0    | 04:60  |
| 5.  | Polen          | 5   | 2 | 0 | 3 | 0121:1290 | −8    | 04:60  |
| 6.  | Island         | 5   | 1 | 2 | 2 | 0106:1160 | −10   | 04:60  |

### Spiele

#### 1. Spieltag
| 21. Januar 1987 17:00 Uhr | DDR                 | 17:17  | Island                | Sport- und Kongresshalle, Rostock Zuschauer: 3.500 Schiedsrichter: Lelong, Tancrez |
| 21. Januar 1987 17:00 Uhr | meiste Tore: Wahl 5 | (11:7) | meiste Tore: Arason 5 | Sport- und Kongresshalle, Rostock Zuschauer: 3.500 Schiedsrichter: Lelong, Tancrez |
| 21. Januar 1987 17:00 Uhr | Strafen: 3×         |        | Strafen: 1× 4×        | Sport- und Kongresshalle, Rostock Zuschauer: 3.500 Schiedsrichter: Lelong, Tancrez |

| 21. Januar 1987 18:00 Uhr | BR Deutschland         | 21:21  | Schweden              | Sporthalle, Wismar Zuschauer: 1.400 Schiedsrichter: Andorka, Schóber |
| 21. Januar 1987 18:00 Uhr | meiste Tore: Schwalb 9 | (9:11) | meiste Tore: Jilsén 7 | Sporthalle, Wismar Zuschauer: 1.400 Schiedsrichter: Andorka, Schóber |
| 21. Januar 1987 18:00 Uhr |                        |        |                       | Sporthalle, Wismar Zuschauer: 1.400 Schiedsrichter: Andorka, Schóber |

| 21. Januar 1987 18:30 Uhr | Sowjetunion | 24:27   | Polen                  | Sport- und Kongresshalle, Rostock Schiedsrichter: Rauchfuß, Buchda |
| 21. Januar 1987 18:30 Uhr |             | (10:13) | meiste Tore: Klempel 6 | Sport- und Kongresshalle, Rostock Schiedsrichter: Rauchfuß, Buchda |
| 21. Januar 1987 18:30 Uhr |             |         |                        | Sport- und Kongresshalle, Rostock Schiedsrichter: Rauchfuß, Buchda |

#### 2. Spieltag
| 22. Januar 1987 17:30 Uhr | Island                                         | 16:25  | BR Deutschland      | Sport- und Kongresshalle, Rostock Zuschauer: 2.000 |
| 22. Januar 1987 17:30 Uhr | meiste Tore: Gíslason, Arason, Gunnarsson je 4 | (6:12) | meiste Tore: Löhr 5 | Sport- und Kongresshalle, Rostock Zuschauer: 2.000 |
| 22. Januar 1987 17:30 Uhr | Strafen: 2×                                    |        |                     | Sport- und Kongresshalle, Rostock Zuschauer: 2.000 |

| 22. Januar 1987 18:00 Uhr | Polen                                       | 18:27   | DDR                     | Sporthalle, Wismar Schiedsrichter: Lelong, Tancrez |
| 22. Januar 1987 18:00 Uhr | meiste Tore: Dawidziuk, Klempel, Wenta je 4 | (11:13) | meiste Tore: Wiegert 10 | Sporthalle, Wismar Schiedsrichter: Lelong, Tancrez |
| 22. Januar 1987 18:00 Uhr | Strafen: 6× 1×                              |         | Strafen: 5×             | Sporthalle, Wismar Schiedsrichter: Lelong, Tancrez |

| 22. Januar 1987 19:00 Uhr | Schweden              | 23:24  | Sowjetunion | Sport- und Kongresshalle, Rostock |
| 22. Januar 1987 19:00 Uhr | meiste Tore: Jilsén 5 | (8:11) |             | Sport- und Kongresshalle, Rostock |
| 22. Januar 1987 19:00 Uhr |                       |        |             | Sport- und Kongresshalle, Rostock |

#### 3. Spieltag
| 23. Januar 1987 17:30 Uhr | Sowjetunion              | 24:18  | BR Deutschland         | Sport- und Kongresshalle, Rostock Zuschauer: 2.500 Schiedsrichter: Lelong, Tancrez |
| 23. Januar 1987 17:30 Uhr | meiste Tore: Wassiljew 6 | (14:9) | meiste Tore: Schwalb 5 | Sport- und Kongresshalle, Rostock Zuschauer: 2.500 Schiedsrichter: Lelong, Tancrez |
| 23. Januar 1987 17:30 Uhr |                          |        |                        | Sport- und Kongresshalle, Rostock Zuschauer: 2.500 Schiedsrichter: Lelong, Tancrez |

| 23. Januar 1987 18:00 Uhr | Island                   | 29:28   | Polen                | Sporthalle, Wismar Schiedsrichter: Rauchfuß, Buchda |
| 23. Januar 1987 18:00 Uhr | meiste Tore: Mathiesen 6 | (13:14) | meiste Tore: Wenta 8 | Sporthalle, Wismar Schiedsrichter: Rauchfuß, Buchda |
| 23. Januar 1987 18:00 Uhr | Strafen: 3×              |         |                      | Sporthalle, Wismar Schiedsrichter: Rauchfuß, Buchda |

| 23. Januar 1987 19:00 Uhr TV: Fernsehen 2 | DDR                    | 24:24   | Schweden                | Sport- und Kongresshalle, Rostock Schiedsrichter: Andorka, Schóber |
| 23. Januar 1987 19:00 Uhr TV: Fernsehen 2 | meiste Tore: Wiegert 7 | (13:14) | meiste Tore: Carlsson 6 | Sport- und Kongresshalle, Rostock Schiedsrichter: Andorka, Schóber |
| 23. Januar 1987 19:00 Uhr TV: Fernsehen 2 | Strafen: 6×            |         | Strafen: 3×             | Sport- und Kongresshalle, Rostock Schiedsrichter: Andorka, Schóber |

#### 4. Spieltag
| 24. Januar 1987 16:00 Uhr | Sowjetunion                        | 23:23          | Island                | Sporthalle, Wismar |
| 24. Januar 1987 16:00 Uhr | meiste Tore: Gopin, Tutschkin je 5 | (13:13)        | meiste Tore: Arason 9 | Sporthalle, Wismar |
| 24. Januar 1987 16:00 Uhr |                                    | Strafen: 3× 4× |                       | Sporthalle, Wismar |

| 24. Januar 1987 16:00 Uhr | Schweden              | 28:29   | Polen                 | Sport- und Kongresshalle, Rostock |
| 24. Januar 1987 16:00 Uhr | meiste Tore: Jilsén 8 | (15:17) | meiste Tore: Dziuba 6 | Sport- und Kongresshalle, Rostock |
| 24. Januar 1987 16:00 Uhr |                       |         |                       | Sport- und Kongresshalle, Rostock |

| 24. Januar 1987 17:30 Uhr TV: Fernsehen 1 | BR Deutschland                 | 19:22   | DDR                      | Sport- und Kongresshalle, Rostock Zuschauer: 4.000 Schiedsrichter: Andorka, Schóber |
| 24. Januar 1987 17:30 Uhr TV: Fernsehen 1 | meiste Tore: Löhr, Schöne je 5 | (11:10) | meiste Tore: Borchardt 7 | Sport- und Kongresshalle, Rostock Zuschauer: 4.000 Schiedsrichter: Andorka, Schóber |
| 24. Januar 1987 17:30 Uhr TV: Fernsehen 1 | Strafen: 2×                    |         | Strafen: 6×              | Sport- und Kongresshalle, Rostock Zuschauer: 4.000 Schiedsrichter: Andorka, Schóber |

#### 5. Spieltag
| 25. Januar 1987 11:00 Uhr | Polen                              | 19:21 | BR Deutschland        | Sport- und Kongresshalle, Rostock Schiedsrichter: Andorka, Schóber |
| 25. Januar 1987 11:00 Uhr | meiste Tore: Dawidziuk, Wenta je 6 | (9:9) | meiste Tore: Müller 6 | Sport- und Kongresshalle, Rostock Schiedsrichter: Andorka, Schóber |
| 25. Januar 1987 11:00 Uhr |                                    |       |                       | Sport- und Kongresshalle, Rostock Schiedsrichter: Andorka, Schóber |

| 25. Januar 1987 15:00 Uhr | Island                | 21:23   | Schweden              | Sport- und Kongresshalle, Rostock Schiedsrichter: Rauchfuß, Buchda |
| 25. Januar 1987 15:00 Uhr | meiste Tore: Arason 5 | (11:13) | meiste Tore: Jilsén 7 | Sport- und Kongresshalle, Rostock Schiedsrichter: Rauchfuß, Buchda |
| 25. Januar 1987 15:00 Uhr | Strafen: 3× 2×        |         |                       | Sport- und Kongresshalle, Rostock Schiedsrichter: Rauchfuß, Buchda |

| 25. Januar 1987 16:30 Uhr TV: Fernsehen 2 | DDR                               | 17:27  | Sowjetunion                    | Sport- und Kongresshalle, Rostock Zuschauer: 4.500 Schiedsrichter: Lelong, Tancrez |
| 25. Januar 1987 16:30 Uhr TV: Fernsehen 2 | meiste Tore: Borchardt, Wahl je 6 | (9:10) | meiste Tore: Karschakewitsch 7 | Sport- und Kongresshalle, Rostock Zuschauer: 4.500 Schiedsrichter: Lelong, Tancrez |
| 25. Januar 1987 16:30 Uhr TV: Fernsehen 2 | Strafen: 5×                       |        | Strafen: 4×                    | Sport- und Kongresshalle, Rostock Zuschauer: 4.500 Schiedsrichter: Lelong, Tancrez |

## Aufgebote
| 1. | 2. | 3. | 4. | 5. | 6. |
| --- | --- | --- | --- | --- | --- |
| Leonid Doroschenko (Torwart) Oleksandr Schypenko (Torwart) Igor Tschumak (Torwart) Oleg Djakow 3 Waleri Gopin 8 Aljaksandr Karschakewitsch 16 Valdemaras Novickis 1 Alexander Rymanow 10 Juri Schewzow 12 Georgi Sviridenko 16 Andrei Tjumenzew 3 Alexander Tutschkin 29 Raimondas Valuckas 7 Michail Wassiljew 13 Andrei Xepkin 4 | Peter Hofmann 4/– (Torwart) Gunar Schimrock –/– (Torwart) Wieland Schmidt 5/– (Torwart) Ralf Bausch 4/8 Rüdiger Borchardt 5/23 Udo Dreyer 3/1 Mike Fuhrig 2/– Stephan Hauck 5/5 Holger Langhoff 5/1 Andreas Nagora 1/– Peter Pysall 5/2 Dirk Schnell 5/13 Tilo Strauch 5/3 Frank-Michael Wahl 5/25 Ingolf Wiegert 5/26 | Stefan Hecker (Torwart) Michael Krieter (Torwart) Andreas Thiel (Torwart) Rainer Bauert 9 Stefan Henrich Andreas Hertelt 1 Michael Lehnertz 2 Jörg Löhr 11 Hans-Jürgen Müller 8 Rüdiger Neitzel 17 Ulrich Roth 12 Stephan Schöne 9 Walter Schubert 9 Martin Schwalb 23 Thomas Springel 3 | Håkan Burlin (Torwart) Mats Fransson (Torwart) Mats Olsson (Torwart) Per Carlén 11 Per Carlsson 17 Mikael Ekdahl 2 Johan Eklund 7 Erik Hajas 16 Peder Järphag 3 Björn Jilsén 29 Ulf Larsson 4 Ola Lindgren 6 Staffan Olsson 3 Thomas Olsson 11 Joachim Stenbäcken 2 Magnus Wislander 8 | Wiesław Goliat (Torwart) Krzysztof Latos (Torwart) Robert Wasilewski (Torwart) Ryszard Antczak Adam Dawidziuk 14 Lesław Dziuba 16 Jerzy Klempel 17 Marek Kordowiecki 11 Andrzej Młoczyński 3 Henryk Mrowiec 9 Zbigniew Plechoć 16 Leszek Sadowy 2 Krzysztof Szargiej 3 Zbigniew Tłuczyński Bogdan Wenta 30 | Brynjar Kvaran (Torwart) Einar Þorvarðarson (Torwart) Guðmundur Hrafnkelsson (Torwart) Alfreð Gíslason 15 Bjarni Guðmundsson 10 Geir Sveinsson 1 Guðmundur Guðmundsson 6 Héðinn Gilsson Jakob Sigurðsson Júlíus Jónasson 4 Karl Þráinsson 3 Kristján Arason 28 Páll Ingvar Guðnason Páll Ólafsson 6 Sigurður Gunnarsson 10 Sigurður Valur Sveinsson 7 Þorgils Mathiesen 16 |
| erzielte Tore hinter dem Namen – bei der DDR Spiele/Tore | | | | | |
| Anatolyj Ewtuschenko (Trainer) | Paul Tiedemann (Trainer) | Simon Schobel (Trainer) | Roger Carlsson (Trainer) | Zenon Łakomy (Trainer) | Bogdan Kowalczyk (Trainer) |

## Torschützenliste
| Pl. | Name                | Team           | Tore | FT | 7m | Sp. | T/S |
| --- | ------------------- | -------------- | ---- | -- | -- | --- | --- |
| 1   | Bogdan Wenta        | Polen          | 30   | 28 | 02 | 5   | 6   |
| 2   | Alexander Tutschkin | Sowjetunion    | 29   | 17 | 12 | 5   | 5,8 |
| 2   | Björn Jilsén        | Schweden       | 29   | 13 | 16 | 5   | 5,8 |
| 4   | Kristján Arason     | Island         | 28   | 18 | 10 | 5   | 5,6 |
| 5   | Ingolf Wiegert      | DDR            | 26   | 26 | 0  | 5   | 5,2 |
| 6   | Frank-Michael Wahl  | DDR            | 25   | 22 | 03 | 5   | 5   |
| 7   | Martin Schwalb      | BR Deutschland | 23   | 20 | 03 | 5   | 4,6 |
| 7   | Rüdiger Borchardt   | DDR            | 23   | 16 | 07 | 5   | 4,6 |
| 9   | Jerzy Klempel       | Polen          | 17   | 09 | 08 | 5   | 3,4 |
| 9   | Rüdiger Neitzel     | BR Deutschland | 17   | 15 | 02 | 5   | 3,4 |